# Ismaël Lejarreta
Pour les articles homonymes, voir Lejarreta.
Lejarreta  Arrizabalaga est un nom espagnol. Le premier nom de famille, en général paternel, est Lejarreta ; le second, en général maternel, souvent omis, est Arrizabalaga.
Ismael Lejarreta Arrizabalaga, né le 11 juin 1953 à Berriz (Pays basque), est un coureur cycliste espagnol. Il est professionnel de 1977 à 1983.

## Biographie
Ismael Lejarreta est issue d'une famille de cycliste. Il grandit dans sa ville natale de Bérriz, au Pays basque, vers le mont Oiz. Ses deux frères Marino (né en 1957) et Néstor, furent également coureurs professionnels.
Son fils Iñaki, mort le 16 décembre 2012 percuté par un automobiliste, est également coureur de VTT et a été champion du monde VTT junior en 2001 et champion d'Espagne en 2007.

## Palmarès

### Palmarès par année
- 1977
  - 2eb étape du Tour de La Rioja (contre-la-montre par équipes)
  - 2e du championnat d'Espagne de la montagne
  - 2e de la Subida a Arrate
  - 3e du Gran Premio Nuestra Señora de Oro
  - 9e du Critérium du Dauphiné libéré
- 1978
  - Grand Prix de Llodio
  - 2e étape du Tour de La Rioja (contre-la-montre)
  - 3e du Tour de La Rioja
- 1980
  - Prueba Villafranca de Ordizia
  - 3e du Gran Premio Nuestra Señora de Oro
- 1981
  - 2eb étape du Tour de Castille (contre-la-montre par équipes)
  - 3e de la Subida al Naranco
- 1982
  - 1reb (contre-la-montre par équipes) et 4e étapes du Tour des Asturies
  - 6e étape du Tour de Catalogne
  - 2e du Tour des vallées minières 
  - 9e du Critérium du Dauphiné libéré

### Tour de France
3 participations
- 1980 : 24e
- 1981 : 64e
- 1982 : 57e

### Tour d'Italie
- 1983 : 28e

### Tour d'Espagne
4 participations
- 1977 : 16e
- 1979 : 21e
- 1982 : 19e
- 1983 : 30e